# Bismarckspökuggla
Bismarckspökuggla (Ninox variegata) är en fågel i familjen ugglor inom ordningen ugglefåglar.

## Utseende och läte
Bismarckspökugglan är en rätt liten uggla med gråbrunt huvud, brun ovansida med vita fläckar och vitaktig undersida med rostbruna tvärband. Den skiljer sig från liknande newbritainspökugglan genom bandad snarare än fläckad undersida. Den saknar även kontrastrerande mörkt bröst och inga smala vita ögonbrynsstreck. Lätet är ett grodliknande "kra-kra-kra-kra".

## Utbredning och systematik
Bismarckspökugglan förekommer i Bismarckarkipelagen. Den delas in i två underarter med följande utbredning:
- Ninox variegata superior – förekommer på ön Lavongai
- Ninox variegata variegata – förekommer på ön Niu Ailan

## Levnadssätt
Bismarckspökugglan är en vanlig uggla i de flesta skogstyper upp till åtminstone 1000 meters höjd.

## Status
Trots det begränsade utbredningsområdet och att den minskar i antal anses beståndet vara livskraftigt av internationella naturvårdsunionen IUCN. 